# The Lucky Horseshoe
The Lucky Horseshoe is een Amerikaanse western uit 1925. De film is gebaseerd op een verhaal van Robert Lord; het scenario is geschreven door John Stone. De stomme film is bewaard gebleven en ligt in het Museum of Modern Art in de Verenigde Staten.
De film werd goed ontvangen en werd omschreven als 'zeer aangenaam entertainment'. Recensenten vonden dat de film, ook wel Don Juan genoemd, boordevol verrassingen zat en dat de 'enscenering van de scènes soms behoorlijk indrukwekkend' was.

## Verhaal
Na de dood van de rancher Hunt krijgt voorman Tom Foster (Tom Mix) de leiding over de ranch; dochter Eleanor Hunt (Billie Dove) is nog te jong om dat te doen. Foster wordt verliefd op het meisje, maar durft haar geen huwelijksaanzoek te doen. Zij gaat met haar tante naar Europa en komt twee jaar later, helemaal veranderd, terug. Ze heeft haar Europese verloofde Denman (Malcolm Waite) met zich meegenomen. In de tussentijd heeft Foster de ranch flink opgeknapt, maar Hunt lijkt vastberaden met Denman te trouwen. Toms goede vriend Mack (J. Farrell MacDonald) vertelt Foster, in de hoop hem wat romantischer te maken, over de heldendaden van Don Juan. In zijn pogingen om Hunt voor zich te winnen, wordt Foster door de handlangers van Denman ontvoerd. Terwijl hij buiten bewustzijn is - droomt hij dat hij de fabelachtige Don Juan is, die als een leeuw vecht voor de liefde. Als hij wakker wordt, bevrijdt hij zichzelf en rijdt als een gek naar de ranch. Hij komt net op tijd om de bruiloft te voorkomen en trouwt uiteindelijk zelf met Hunt.

## Rolverdeling
| Acteur                          | Personage                                       |
| ------------------------------- | ----------------------------------------------- |
| Tom Mix                         | Tom Foster                                      |
| Billie Dove                     | Eleanor Hunt                                    |
| Malcolm Waite                   | Denman                                          |
| J. Farrell MacDonald            | Mack                                            |
| Clarissa Selwynne               | Tante Ruth                                      |
| Ann Pennington                  | Danseres                                        |
| J. Gunnis Davis                 | Denman's assistent                              |
| Tony het paard                  | Toms paard                                      |
| Gary Cooper (*als Frank Cooper) | Arbeider op een ranch (onvermeld in aftiteling) |